# Freedom-klassen
Freedom-klassen er en skibsklasse benyttet af United States Navy.
Freedom-klassen var Lockheed Martins bud på US Navy's ønske om at bygge en flåde af mindre og mere fleksible krigsskibe til brug i kystnære operationer. I alt er der bevilget midler til at bygge i alt 13 skibe skibe i klassen. Oprindeligt ønskede flåden at bygge kun to skibe af denne klasse og to Independence-klassen som var Austals bud på samme skibstype og vinderen af denne sammenligning ville få en kontrakt på op imod 55 skibe. US Navy aflyste senere hen konkurrencen og besluttede at bygge 13 skibe af hver klasse.

## Planlægning og konstruktion
Planlægningen af en ny fleksibel skibsklasse til kystnære operationer begyndte i starten af 2000'erne. 15. april 2003, fremviste Lockheed Martin sit Sea Blade-koncept bygget på skroget af motoryachten Destriero. Dette koncept blev senere til Freedom-klassen.
Kølen på det første skib, USS Freedom (LCS-1), blev lagt i juni 2005 på Marinette Marine skibsværftet i Marinette, Wisconsin. Skibet blev navngivet i september 2006 og leveret til US Navy i september 2008 hvorefter det hejste kommando i november måned 2008. Under skibets prøvesejladser blev 2.600 fejl og mangler opdaget, hvoraf 21 var ganske alvorlige. Man nåede ikke at rette alle de fundne fejl inden skibet indgik i flåden da man ønskede at flytte skibet væk fra Milwaukee før vinteren for alvor satte ind.
Budgetoverskridelser under Freedom's konstruktion sammenholdt med prisstigninger på fremtidige projekter betød at regeringen annullerede kontrakten på det andet skib i klassen den 13. april 2007. Skibet blev dog senere genbestilt.
Efter flere uoverensstemmelser mellem hvordan de to skibsklasser blev testet og bedømt anmodede US Navy i november 2010 kongressen om at godkende konstruktionen af yderligere otte skibe i både Freedom- og Independence-klasserne.

## Design
Skibene i klassen er bygget i stål som et semiplanende enkeltskrog. Det er 115 meter langt, vejer 2.950 tons og har opnået hastigheder på over 45 knob. Designet består af en stor platform med plads til et antal containere der kan indeholde forskellige missionsmoduler meget lig det danske StanFlex-koncept. Skibet er desuden udrustet med et helikopterdæk og hangar, to RIB's samt muligheden for at medbringe yderligere et antal småbåde, både bemandede og ubemandede.
Flydækket er cirka 50 % større end hvad man normalt ser på et overflade skib. Skibene er udstyret med porte agter samt i styrbord side, hvorfra man kan udskifte de containeriserede missionsmoduler samt søsætte mindre fartøjer.
Fordækket er også udstyret med et modulært system, som kan benyttes til enten en 57 mm kanon eller et missilsystem. Et RAM CIWS system er monteret over hangaren til luftforsvar. Derudover er der placeret 12,7 mm maskingeværpositioner på overbygningen.
Grundbesætningen er 40 mand og dertil skal der lægges en helikoptergruppe samt en missionsspecifik besætning på omkring 75 mand, i alt omkring 115 mand. Øget automatisering har gjort at man kan skære ned på besætningsstørrelsen, dette betyder dog at besætningens arbejdspres er ganske højt i forhold til normale amerikanske forhold. Under Freedom's prøvesejladser vil skibes to besætninger rotere hver fjerde måned.
Skibene er udstyret med fire 750 kilowatt Fincantieri Isotta-Fraschini dieselgeneratorer, som i alt yder 3 megawatts elektrisk strøm til skibets forskellige systemer.
Den amerikanske Kongres's budgetkontor anslår at brædstofforbruget vil udgøre 8-18 procent af skibs samlede levetidsomkostninger. Senator Jeff Sessions har dog sat spørgsmålstegn ved rapporten og antydet at Independence-klassen, der bliver bygget i hans valgstat, har bedre brændstoføkonomi og at færre genfyldninger af brændstof vil betyde større operationel frihed.

## Eksport
Lockheed Martin har tilbudt en AEGIS-udstyret variant af Freedom-klassen, benævnt Surface Combat Ship, til et antal af Golfstaterne.
Surface Combat Ship vil blive tilbudt til Saudi-Arabien som en del af en større våbenhandel i 2011.

## Skibe i klassen
| Pnt.   | Navn                 | Kølen lagt       | Søsat              | Indgået            | Navngivet af      | Skæbne             | Kaldesignal |
| ------ | -------------------- | ---------------- | ------------------ | ------------------ | ----------------- | ------------------ | ----------- |
| LCS-1  | Freedom              | 2. juni 2005     | 13. september 2006 | 8. november 2008   | Birgit Smith      | I tjeneste         | NFRE        |
| LCS-3  | Fort Worth           | 11. juli 2009    | 7. december 2010   | 22. september 2012 | Kay Granger       | I tjeneste         | NFTW        |
| LCS-5  | Milwaukee            | 27. oktober 2011 | 18. december 2013  | 21. november 2015  | Sylvia M. Panetta | I tjeneste         | MLW         |
| LCS-7  | Detroit              | 11. august 2012  | 18 October 2014    | 22. oktober 2016   | Barbara Levin     | I tjeneste         | -           |
| LCS-9  | Little Rock          | 27. juni 2013    | 18. juli 2015      | -                  | Janee Bonner      | Under udrustning   | -           |
| LCS-11 | Souix City           | 18. februar 2014 | 30. januar 2016    | -                  | Mary Winnefield   | Under udrustning   | -           |
| LCS-13 | Witchita             | 9. februar 2015  | 17. september 2016 | -                  | Kate Lehrer       | Under udrustning   | -           |
| LCS-15 | Billings             | 2. november 2015 | 1. juli 2017       | -                  | Sharla Tester     | Under udrustning   | -           |
| LCS-17 | Indianapolis         | 18. juli 2016    | -                  | -                  | -                 | Under konstruktion | -           |
| LCS-19 | St. Louis            | 17. maj 2017     | -                  | -                  | -                 | Under konstruktion | -           |
| LCS-21 | Minneapolis/St. Paul | -                | -                  | -                  | -                 | Under konstruktion | -           |
| LCS-23 | Cooperstown          | -                | -                  | -                  | -                 | Under konstruktion | -           |
| LCS-25 | Marinette            | -                | -                  | -                  | -                 | Bestilt            | -           |